# 里士滿鎮區 (堪薩斯州富蘭克林縣)
里士滿鎮區（英語：Richmond Township）為位在美國堪薩斯州富蘭克林縣的鎮區。2010年美国人口普查中該鎮區人口有842人。

## 地理
里士滿鎮區涵蓋面積91.01平方（35.14平方英里），境內擁有一城鎮：里士滿。根據美國地質調查局的資料，此鎮區僅有1座墓園：伯里亞墓園（Berea Cemetery）。

## 人口統計
根據2010年美國人口普查，里士滿鎮區人口有842人，人口密度為9.27人/平方公里。種族組成方面，94.89%為白人；0.24%為非裔美洲人；0.71%為美洲原住民；1.66%為亞洲人；0%為太平洋島民；1.07%為來自其他種族；另外有1.43%來自兩個或以上的種族。而西班牙裔美國人或拉丁美洲人等其他族裔佔該鎮區人口的3.33%。

## 外部連結
- USGS Geographic Names Information System (GNIS) （页面存档备份，存于）
- US-Counties.com
- City-Data.com （页面存档备份，存于）